# محطة طاقة نووية

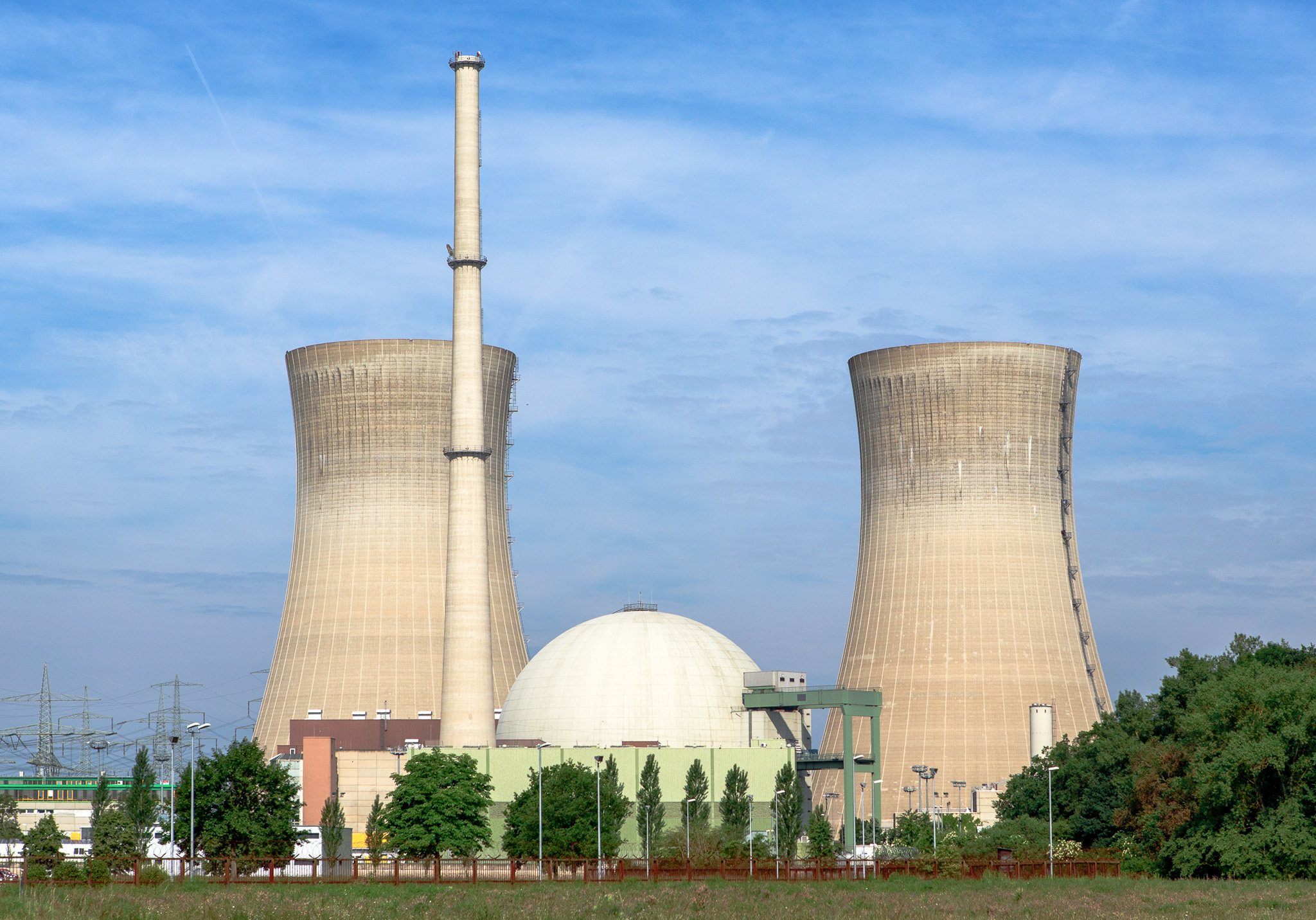
محطة الطاقة النووية غرافنرهينفلد في ألمانيا. يتضمن مفاعل نووي داخل مبنى الاحتواء الكروي في الوسط. البرجين في يسار ويمين المبنى الكروي عبارة عن ابراج التبريد المشتركة والمستخدمة في جميع محطات الطاقة الحرارية وبالمثل ينبعث بخار الماء من التوربينات البخارية غير المشعة.

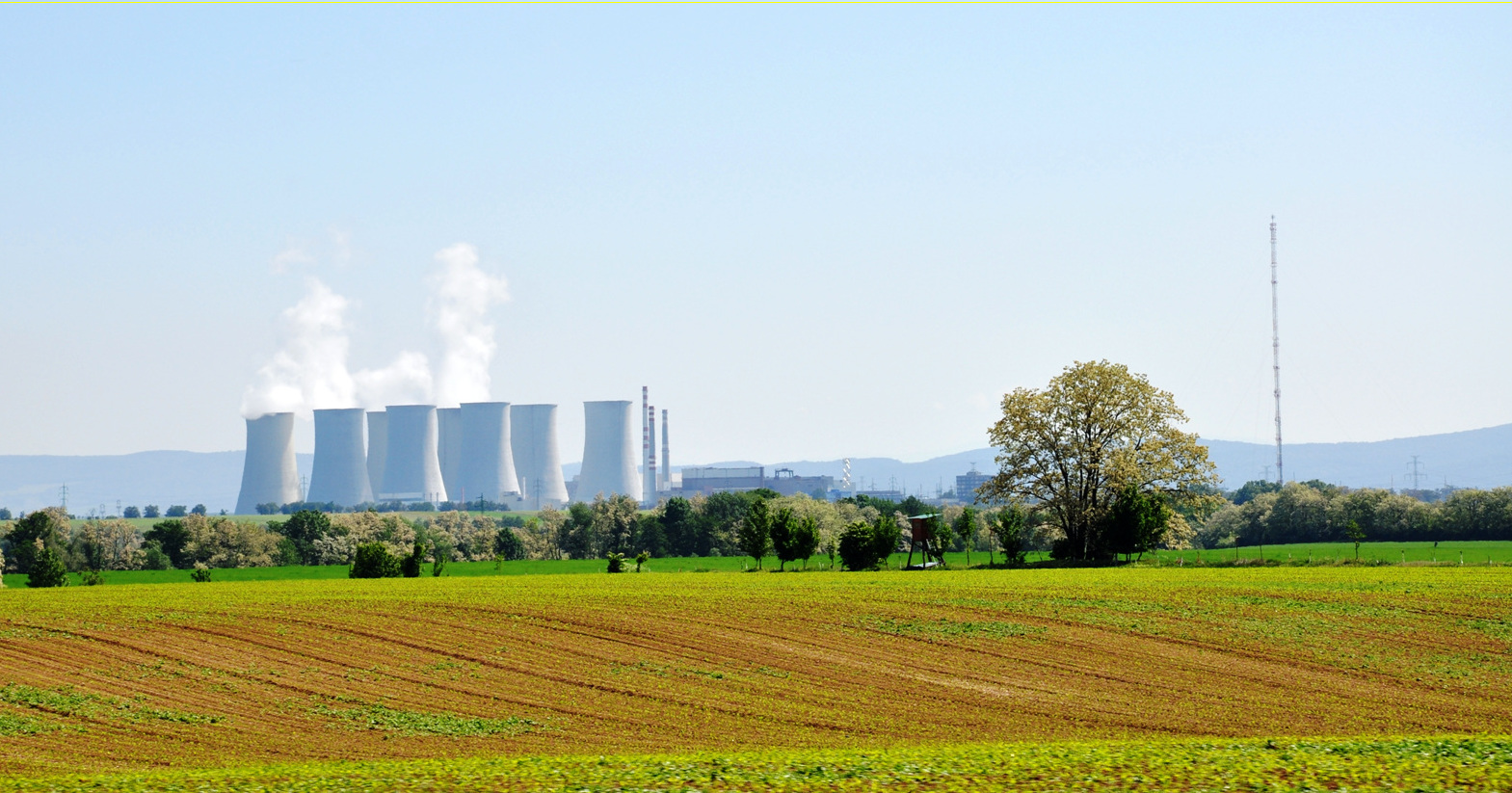
محطة طاقة نووية في بوهونيس في سلوفاكيا وانبعاث بخار الماء من التوربينات البخارية.

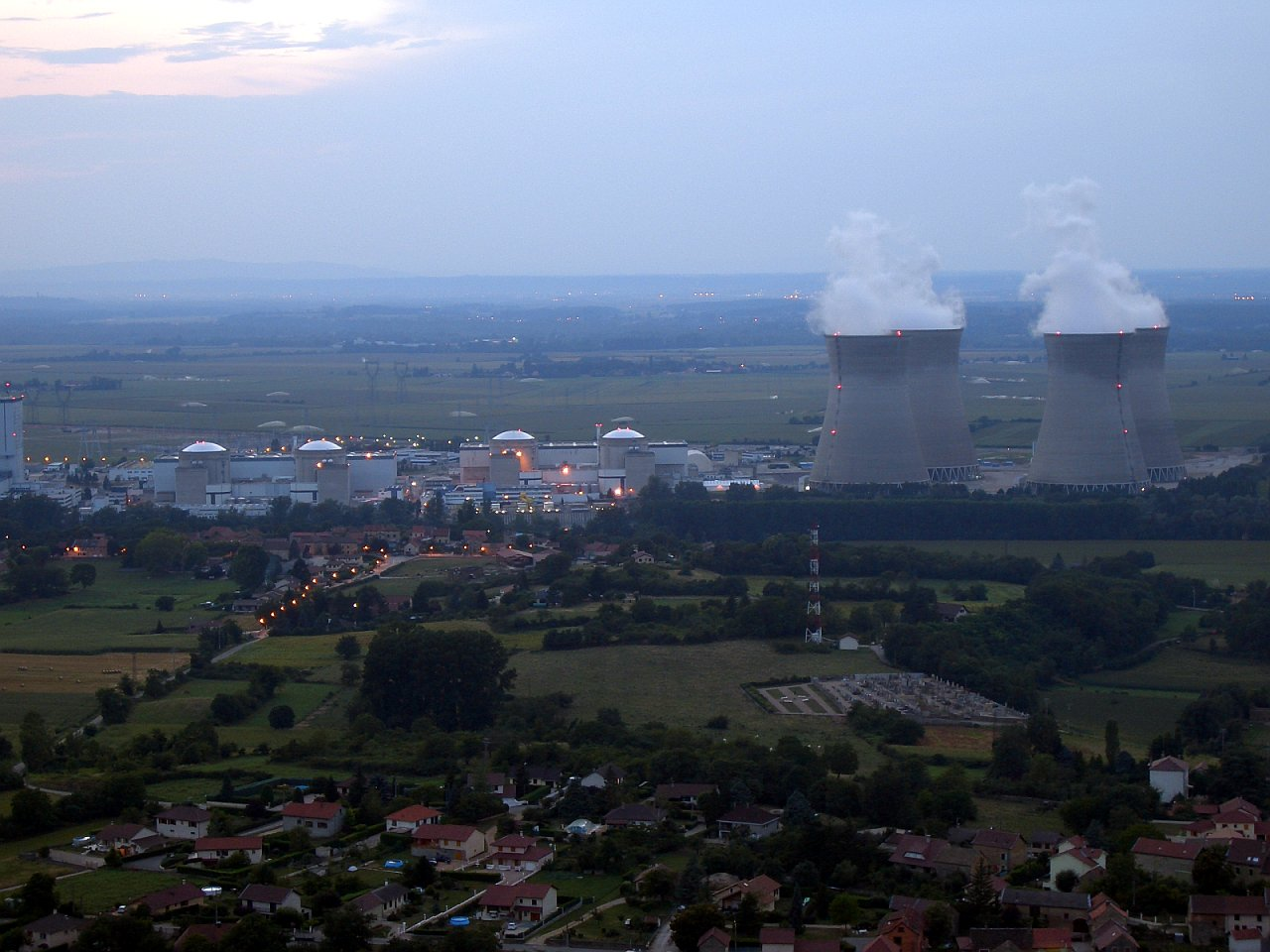
محطة طاقة نووية (محطة بوجيي) وانبعاث بخار الماء من التوربينات البخارية

محطة طاقة نووية (محطة كاتينوم) وانبعاث بخار الماء من التوربينات البخارية

محطة طاقة نووية أو مرفق طاقة نووية هي نفس عمل محطة الطاقة الحرارية. مصدر الحرارة هو المفاعل نووي كما هو الحال في جميع محطات الطاقة الحرارية التقليدية يتم استخدام الحرارة لتوليد البخار الذي يقود التوربينات البخارية المتصلة بمولد كهربائي الذي ينتج الكهرباء. حسب تقرير الوكالة الدولية للطاقة الذرية في 23 أبريل 2014 بلغ عدد المحطات 449 محطة للطاقة النووية في 31 دولة.
عادة تعتبر محطات الطاقة النووية محطات حمولة أساسية لأن الوقود يشكل جزء صغير من تكلفة الإنتاج. إن تشغيل محطة للطاقة النووية وصيانتها وتكاليف وقودها مشابه لمحطات الطاقة الكهرومائية.

## التاريخ

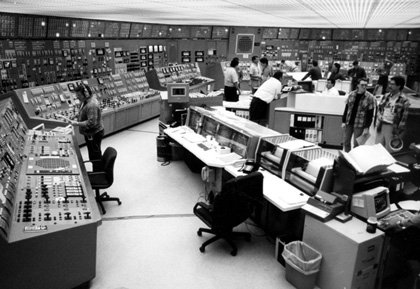
غرفة التحكم في إحدى محطات الطاقة النووية الأمريكية

تم توليد الكهرباء من قبل المفاعل النووي للمرة الأولى في 3 سبتمبر 1948 في مفاعل جرافيت X-10 النووي في أوك ريدج بولاية تينيسي في الولايات المتحدة حيث كانت أول محطة للطاقة النووية لتوليد لمبة ضوء.
التجربة الثانية كانت في 20 ديسمبر 1951 في الولايات المتحدة. في 27 يونيو 1954 تم إنشاء محطة الطاقة النووية الأولى في العالم أوبنينسك لتوليد الكهرباء لتشغيل شبكة الكهرباء في الاتحاد السوفييتي وسميت أوبنينسك كأول محطة طاقة كاملة في العالم.
في 17 أكتوبر 1956 تم افتتاح ثاني محطة في إنجلترا. كأول محطة للطاقة على نطاق كامل في العالم مخصصة فقط لإنتاج الكهرباء.
في 18 ديسمبر 1957 تم إنشاء محطة شحن كهربائية بواسطة محطة للطاقة الذرية في الولايات المتحدة متصلة بالشبكة.

## أنظمة محطات الطاقة النووية

مفاعل بالماء المغلي

مفاعل الماء المضغوط

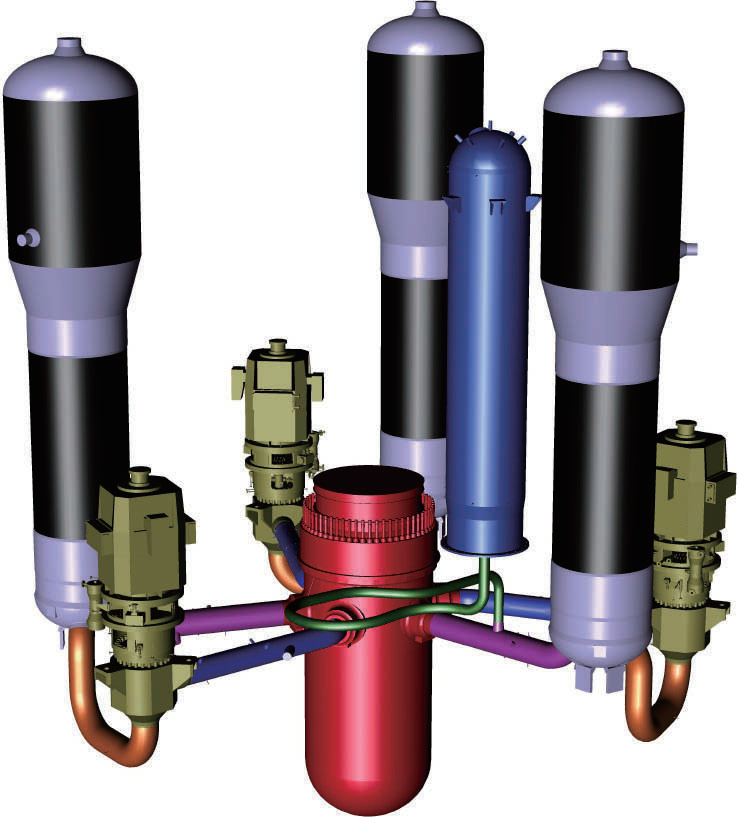
غلاية الضغط التي تحوي قلب المفاعل (أحمر) وحولها ثلاثة مضخات (رمادي) لدورة المياه فيه وثلاثة مبدلات حرارية (أسود) لنقل الحرارة من دورة الماء الأولية إلى دورة الماء الثانوية، أما الخزان الأزرق فهو يحوي ماء احتياطي (في بعض المفاعلات يكون مولدا للضغط ويكون الماء الاحتياطي في خزان آخر).

التحويل إلى الطاقة الكهربائية يحدث بشكل غير مباشر كما هو الحال في محطات الطاقة الحرارية التقليدية فالانشطار في المفاعل النووي يسخن مبرد المفاعل ويوجد ثلاثة أنواع من مبردات المفاعلات وهي مبرد مفاعل الماء ومبرد بواسطة الغاز ومبرد بواسطة المعدن السائل حيث يعتمد على نوع المفاعل. بعدها
يقوم مبرد المفاعل بإعطاء إشارة إلى مولد البخار (الطاقة النووية) ويقوم بعملية تسخين الماء لإنتاج البخار ثم يقوم بتغذية البخار المضغوط وتحويله إلى توربينات بخارية متعددة المراحل مما يؤدي إلى توسع التوربينات البخارية وتكثيف البخار جزئيا بحيث يتم تكثيف البخار المتبقي في المكثف.
المكثف هو عبارة عن مبادل حراري متصل بجانب ثانوي مثل نهر أو بحر أو برج تبريد بحيث يتم ضخ الماء مرة أخرى إلى مولد البخار وتبدأ الدورة مرة أخرى، وللمعلومية دورة الماء والبخار تتوافق مع دورة رانكن.

### مفاعل نووي
المفاعل النووي وهو قلب المحطة حيث يتم توليد الحرارة الأساسية للمفاعل من خلال الانشطار النووي الخاضع للرقابة ومع هذا فالحرارة يتم تسخينها بواسطة المبرد الذي يقوم بعملية الضخ من خلال المفاعل وبالتالي تتلاشى الطاقة من المفاعل. أيضاً يتم استخدام الحرارة من الانشطار النووي لرفع البخار الذي يمر عبر توربينات البخار. حيث تقوم التوربينات بعمل قوى للمولدات الكهربائية.
عادة ما تعتمد المفاعلات النووية على اليورانيوم لتغذية تفاعل السلسلة ويعرف اليورانيوم بمعدن ثقيل جدا ومتوفر بوفرة على الأرض ومياه البحر وكذلك متوفر في معظم الصخور.
يوجد اليورانيوم الطبيعي في نظيرين مختلفين:
- اليورانيوم 238 (U-238) وهو ما يمثل 99.3٪ .
- اليورانيوم 235 (U-235) وهو ما يمثل حوالي 0.7٪.

النظائر هي ذرات من نفس العنصر مع عدد مختلف من النيوترونات وللمعلومية اليورانيوم 238 لديه 146 من النيوترونات واليورانيوم 235 لديه 143 النيوترونات.
النظائر المختلفة لها سلوكيات مختلفة على سبيل المثال اليورانيوم 235 هو الانشطار مما يعني من السهل تقسيمه ويعطي الكثير من الطاقة مما يجعله مثالي للطاقة النووية. من ناحية أخرى اليورانيوم 238 ليس لديه هذه الميزة على الرغم من أنه نفس العنصر. وتتميز النظائر المختلفة بنصف عمر مختلف وللمعلومية نصف العمر هو مقدار الوقت الذي يستغرقه نصف عينة من عنصر إشعاعي إلى الاضمحلال على سبيل المثال اليورانيوم 238 لديه نصف عمر أطول من اليورانيوم 235 لذلك يستغرق وقتا أطول إلى الاضمحلال مع مرور الوقت. وهذا يعني أن اليورانيوم 238 أقل إشعاعية من اليورانيوم 235 .
إن الانشطار النووي يخلق النشاط الإشعاعي ويحيط بالمفاعل درع واقي حيث يقوم هذا الاحتواء بامتصاص الإشعاع ويمنع المواد المشعة من الانتشار في البيئة. بالإضافة إلى ذلك تم تجهيز العديد من المفاعلات بقبة من الخرسانة لحماية المفاعل ضد الحوادث الداخلية والآثار الخارجية.

### توربينات البخار
الغرض من التوربينات البخارية هو تحويل الحرارة الموجودة في البخار إلى طاقة ميكانيكية. وعادة ما يكون بيت المحرك المزود بالتوربينات البخارية مفصول هيكليا عن مبنى المفاعل الرئيسي. ويتم محاذاة ذلك لمنع الحطام من تدمير التوربينات في العملية من التحليق نحو المفاعل. في حالة مفاعل الماء المضغوط يتم فصل التوربينات البخارية عن النظام النووي للكشف عن تسرب في مولد البخار وبالتالي مرور المياه المشعة في مرحلة مبكرة، يتم تركيب متر النشاط لتتبع البخار من مولد البخار. وعلى النقيض من ذلك تمر مفاعلات الماء المغلي بالماء المشع عبر التوربينات البخارية لذلك يتم الاحتفاظ بالتوربين كجزء من المنطقة التي تسيطر عليها إشعاعيا لمحطة الطاقة النووية.

### نظام التبريد ومولد الكهرباء
يعتبر نظام التبريد أهم عملية حيث يتم إزالة الحرارة من قلب المفاعل ونقلها إلى منطقة أخرى من المحطة لتسخير الطاقة الحرارية لإنتاج الكهرباء أو للقيام بعمل لغرض آخر.
المولد وهو الذي يقوم بتحويل الطاقة الميكانيكية الموردة من التوربين إلى طاقة كهربائية وتستخدم مولدات منخفضة القطب ذات قدرة عالية.

### صمامات الأمان
في حالة الطوارئ يمكن استخدام صمامات الأمان لمنع انفجار الأنابيب أو انفجار المفاعل. صممت الصمامات بحيث يمكن استخلاص جميع معدلات التدفق مع زيادة ضئيلة في الضغط. في حالة القوة يتم توجيه البخار إلى غرفة قمع ويتكثف هناك. ترتبط الغرف على مبادل حراري بدائرة التبريد المتوسطة.

### مضخة تغذية المياة
يتم التحكم في مستوى المياه في مولد البخار والمفاعل النووي باستخدام نظام تغذية المياه. وتستخدم ايضاً مضخة تغذية المياه بمهمة أخذ المياه من نظام المكثفات، مما يزيد الضغط ويجبرها على مولدات البخار (في حالة مفاعل الماء المضغوط) أو مباشرة في المفاعل (لمفاعلات الماء المغلي).

### امدادات الطاقة في حالات الطوارئ
تتطلب معظم المحطات النووية مصدرين منفصلين لمحولات خدمة محطة تغذية القدرة خارج الموقع التي تفصل بما فيه الكفاية في وحدة تخزين المحطة ويمكنها الحصول على الطاقة من خطوط نقل متعددة. بالإضافة إلى ذلك في بعض المحطات النووية يمكن لمولد التوربينات أن يقوم بتشغيل المحطة عن طريق محولات خدمة المحطة التي تستخرج الطاقة من قضبان خروج المولد قبل أن تصل إلى المحول الأعلى (تحتوي هذه المحطات أيضا على محولات خدمة المحطة خارج الموقع مباشرة من ساحة التبديل). حتى مع التكرار من اثنين من مصادر الطاقة لا يزال من الممكن فقدان كامل للطاقة خارج الموقع. وقد تم تجهيز محطات الطاقة النووية بالطاقة الطارئة.

## عمّال محطة الطاقة النووية
- المهندسين بمجال التقنية (الحاسب الالي)
- المهندسين بمختلف تخصصاتهم
- مشغلي المفاعل
- موظفي الفيزياء الطبية
- فريق الاستجابة للطوارئ في محطة الطاقة النووية
- اللجنة التنظيمية النووية (المفتشون المقيمون)

## إقتصاديات

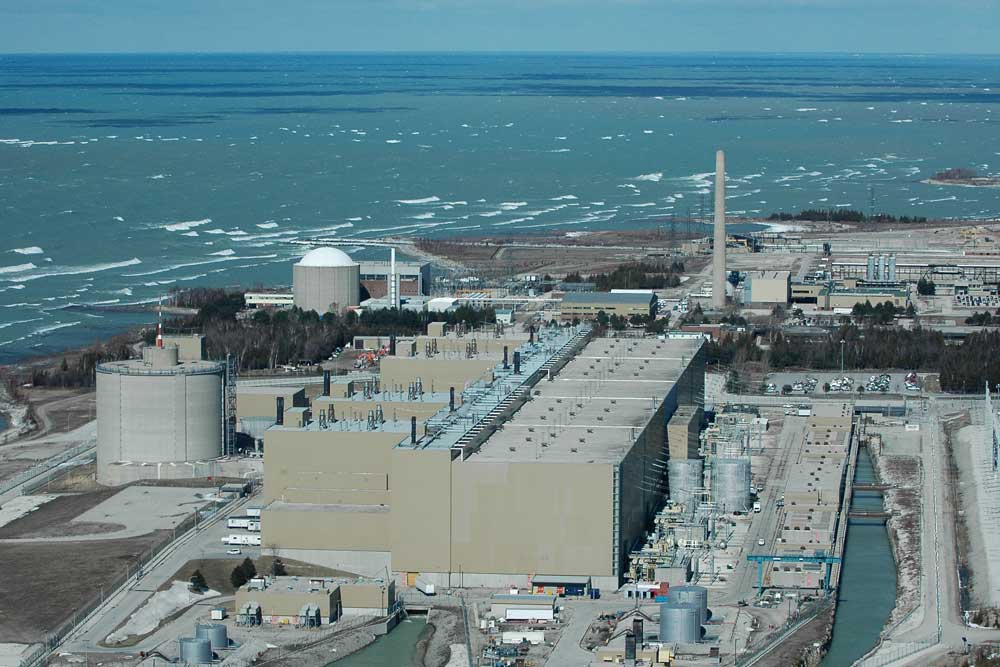
محطة بروس النووية لتوليد الكهرباء، أكبر منشأة للطاقة النووية في العالم

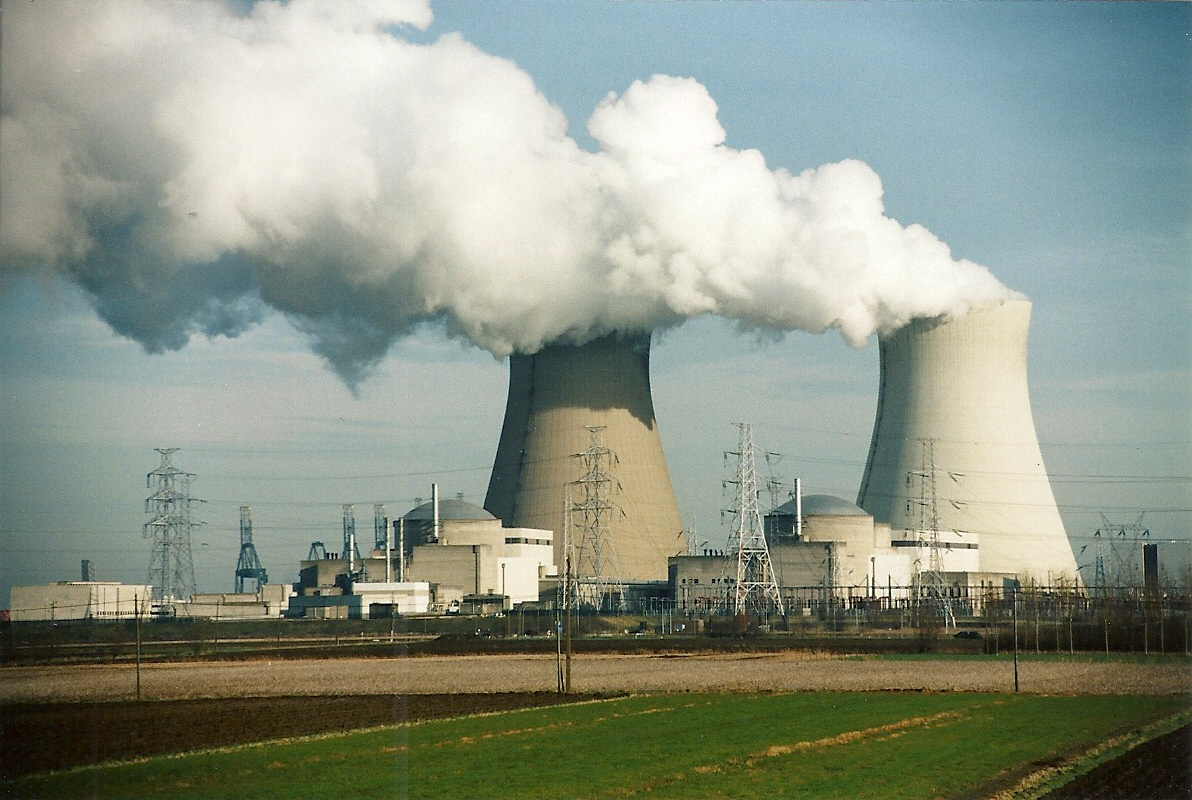
محطة للطاقة النووية في عملية خروج بخار الماء الغير المشع للتخلص من النفايات الحرارة.

إن اقتصاديات محطات الطاقة النووية الجديدة موضوع مثير للجدل وتستثمر استثمارات تقدر بمليارات الدولارات في اختيار مصدر للطاقة. وعادة ما تكون لمحطات الطاقة النووية تكاليف رأسمالية عالية ولكن تكاليف الوقود المباشرة منخفضة مع تكاليف استخراج الوقود ومعالجته واستخدامه وتكاليف التخزين المستنفد للوقود المستهلك.
لذلك فإن المقارنة مع طرق توليد الطاقة الأخرى تعتمد بشدة على الافتراضات المتعلقة بالجداول الزمنية للبناء والتمويل الرأسمالي للمحطات النووية. وتراعى تقديرات التكاليف إنهاء الخدمة في المحطة والنفايات النووية وتكاليف التخزين أو إعادة التدوير في الولايات المتحدة بسبب قانون الأسعار أندرسون.
مع احتمال أن يتم إعادة تدوير الوقود النووي المستهلك «النفايات النووية» باستخدام المفاعلات المستقبلية، في فنلندا وحدها لديها خطط مستودعات مستقرة، ومن منظور عالمي، فإن تكاليف تخزين النفايات على المدى الطويل غير مؤكدة.
في أوروبا الشرقية يكافح عدد من المشاريع الراسخة منذ فترة طويلة للعثور على التمويل ولا سيما بلغاريا والمفاعلات الإضافية في سيرنافودا في رومانيا.

## السلامة والحوادث
شهدت تصاميم المفاعلات النووية الحديثة العديد من التحسينات في مجال السلامة منذ الجيل الأول من المفاعلات النووية. لا يمكن لمحطات الطاقة النووية أن تنفجر مثل القنبلة النووية لأن الوقود لمفاعلات اليورانيوم ليس اليورانيوم المخصب المخصب بما فيه الكفاية والأسلحة النووية تتطلب متفجرات دقيقة لإجبار الوقود على حجم صغير بما يكفي للذهاب فوق المرحلة الحرجة. وتتطلب معظم المفاعلات التحكم المستمر في درجة الحرارة لمنع الانهيار النووي الذي يحدث في مناسبات قليلة من خلال حادث أو كارثة طبيعية والإفراج عن الإشعاع وجعل المنطقة المحيطة غير صالحة للسكن.
يجب الدفاع عن المحطات ضد سرقة المواد النووية (على سبيل المثال القنبلة القذرة).

## الجدل

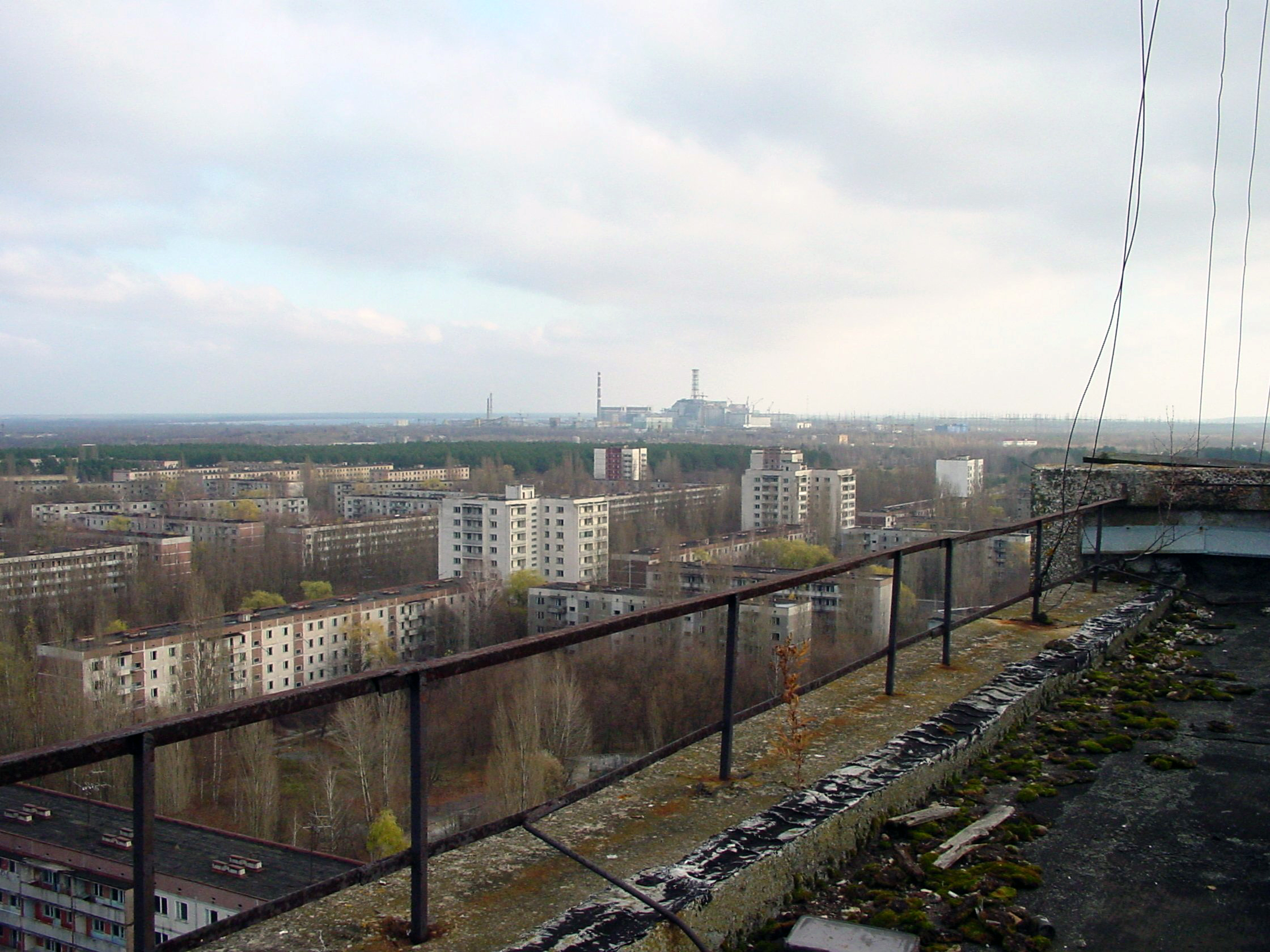
المدينة المهجورة بأوكرانيا بسبب كارثة تشرنوبل (محطة للطاقة النووية)

مازال الجدل مستمر بين مؤيد ومعارض ویقول بعض المحامون إن الطاقة النوویة مصدر للطاقة المستدامة حيث تقلل انبعاثات الکربون ویمکن أن یزید من أمن الطاقة إذا کان استخدامھا یعتمد علی الوقود المستورد. ويؤيد المؤيدون فكرة أن الطاقة النووية لا تنتج تقريبا تلوثا للهواء، على النقيض من البديل الرئيسي القابل للتطبيق الوقود الأحفوري. ويعتقد المؤيدون أيضا أن الطاقة النووية هي الطريق الوحيد القابل للاستمرار لتحقيق استقلال الطاقة بالنسبة لمعظم البلدان الغربية. وهي تؤكد على أن مخاطر تخزين النفايات صغير ويمكن تخفيضها باستخدام أحدث التقنيات في المفاعلات الحديثة، وسجل السلامة التشغيلية في العالم الغربي ممتاز بالمقارنة مع الأنواع الرئيسية الأخرى لمحطات توليد الطاقة.
بينما تقول الجهة المعارضة إن الطاقة النووية تفرض العديد من التهديدات على الناس والبيئة، وأن التكاليف لا تبرر الفوائد. وتشمل التهديدات المخاطر الصحية والأضرار البيئية الناجمة عن استخراج اليورانيوم، والنقل وخطر السلاح النووي أو التخريب، ومشكلة لم النفايات النووية.

## إعادة المعالجة
تم تطوير تقنية إعادة المعالجة النووية من أجل فصل واستخلاص البلوتونيوم القابل للانشطار كيميائيا من الوقود النووي المشع.
إن إعادة المعالجة تخدم أغراضا متعددة، تغيرت أهميتها النسبية مع مرور الوقت. واستخدمت إعادة المعالجة أصلا فقط لاستخراج البلوتونيوم لإنتاج سلاح نووي. مع تسويق الطاقة النووية.
ويمكن أيضا إعادة استخدام اليورانيوم المعاد تصنيعه، الذي يشكل الجزء الأكبر من مواد الوقود المستنفذ، ولكن ذلك ليس اقتصاديا إلا عندما تكون أسعار اليورانيوم مرتفعة حيث التخلص منها باهظ التكلفة. وأخيرا يمكن أن يستخدم مفاعل المولد ليس فقط البلوتونيوم المعاد تدويره أو اليورانيوم في الوقود المستنفذ، ولكن كل أكتينيد يغلق دورة الوقود النووي ويحتمل أن يضرب الطاقة المستخرجة من اليورانيوم الطبيعي بأكثر من 60 مرة.
إن إعادة المعالجة النووية تقلل من حجم النفايات عالية المستوى، ولكنها بحد ذاتها لا تقلل من النشاط الإشعاعي أو توليد الحرارة، وبالتالي لا تلغي الحاجة إلى مستودع للنفايات الجيولوجية. وقد كانت إعادة المعالجة مثيرة للجدل سياسيا بسبب إمكانية الإسهام في الانتشار النووي وإمكانية التعرض للإرهاب النووي والتحديات السياسية المتعلقة بوضع المستودع (وهي مشكلة تنطبق بالتساوي على التخلص المباشر من الوقود المستهلك) وبسبب تكلفتها العالية مقارنة بدورة الوقود مرة واحدة في الولايات المتحدة، تراجعت إدارة أوباما عن خطط الرئيس بوش لإعادة المعالجة على نطاق تجاري، وعادت إلى برنامج يركز على البحوث العلمية ذات الصلة بإعادة المعالجة.

## تعويض الحوادث
حددت اتفاقية فيينا بشأن المسؤولية المدنية عن الأضرار النووية إطارا دوليا للمسؤولية النووية.
بيد ان الدول التي لديها محطات الطاقة النووية في العالم بما فيها الولايات المتحدة وروسيا والصين واليابان ليست طرفا في اتفاقيات المسؤولية النووية الدولية.
في الولايات المتحدة يتم تغطية التأمين على حادث نووي أو الحوادث الإشعاعية (بالنسبة للمرافق المرخص لها حتى عام 2025) من قبل تعويض السعر والنداء للصناعات النووية.
والحال مماثل في إنجلترا حيث تكون بموجب سياسة الطاقة في المملكة المتحدة من خلال قانون المنشآت النووية لعام 1965، تخضع المسؤولية للأضرار النووية التي يكون المرخص لها نوويا في المملكة المتحدة مسؤولا عنها. ويقضي القانون بدفع تعويض عن الضرر الذي يصل إلى 150 مليون جنيه استرليني من قبل المشغل المسؤول لمدة عشر سنوات بعد وقوع الحادث. وبعد عشر سنوات تفي الحكومة بهذا الالتزام. وتتحمل الحكومة أيضا مسؤولية إضافية محدودة عبر الحدود (حوالي 300 مليون جنيه استرليني) بموجب الاتفاقيات الدولية (اتفاقية باريس بشأن المسؤولية الثالثة للطرفين في مجال الطاقة النووية واتفاقية بروكسل المكملة لاتفاقية باريس).

## الإنهاء النووي (التفكيك)
الإنهاء النووي هو تفكيك محطة للطاقة النووية وإزالة التلوث من الموقع بحيث حماية الناس من الإشعاع. والفرق الرئيسي مع تفكيك محطات الطاقة الأخرى هو وجود المواد المشعة التي تتطلب احتياطات خاصة للإزالة والنقل بطريقة أمنه إلى مستودع النفايات.
ومع ذلك صممت المحطات النووية أصلا من أجل حياة تبلغ نحو 30 سنة ویشمل إیقاف التشغیل إجراءات إداریة وفنیة کثیرة. ويشمل تنظيف النشاط الإشعاعي والهدم التدريجي للمحطة. وحالما يتم إيقاف تشغيل المرفق، ينبغي ألا يكون هناك خطر وقوع حادث إشعاعي أو أي شخص يزوره. بعد أن يتم إيقاف تشغيل المنشأة بالكامل يتم تحريرها من الرقابة التنظيمية، ولم يعد المرخص له بالمحطة مسؤولا عن سلامتها النووية.

## الحوادث التاريخية

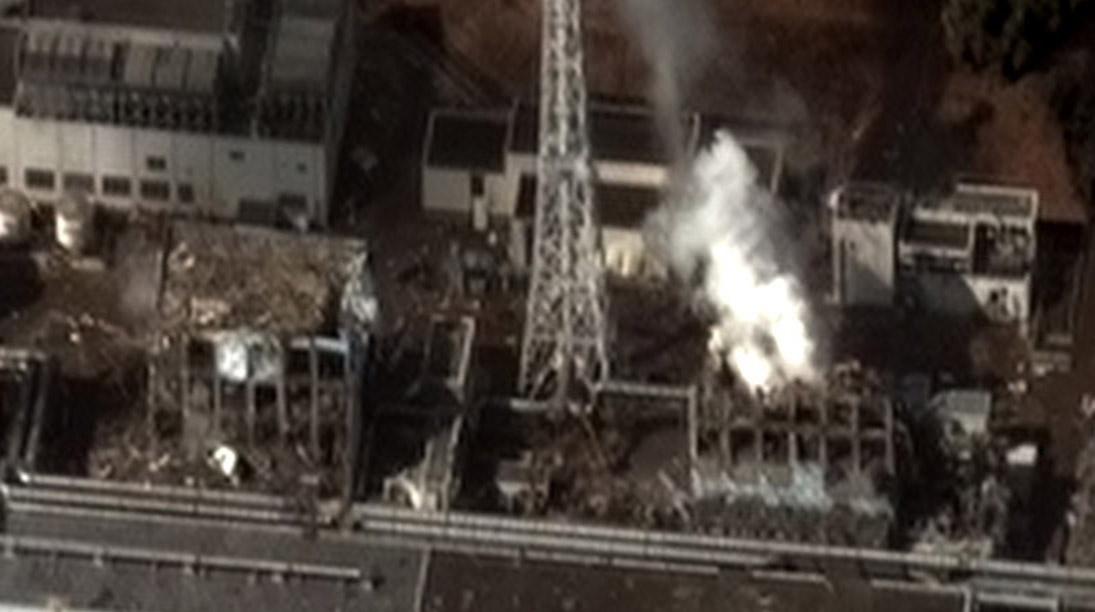
كارثة فوكوشيما باليابان حيث شرد الآلاف من السكان.

يقول خبراء الصناعة النووية إن التقنية والإشراف الجديدين جعلا من المحطة النووية أكثر أمانا، ولكن وقعت الحوادث فا منذ وقوع كارثة تشيرنوبيل في عام 1986 حتى اليوم وقعت حوادث كثيرة ووقع ثلثا هذه الحوادث في الولايات المتحدة. ووفقا لفريق متعدد التخصصات من معهد ماساتشوستس للتكنولوجيا في عام 2003 قدر أنه نظرا للنمو المتوقع للطاقة النووية من عام 2005 إلى عام 2055، فمن المتوقع حدوث أربعة حوادث نووية خطيرة على الأقل في تلك الفترة. ومع ذلك فإن دراسة معهد ماساتشوستس للتكنولوجيا لا تأخذ في الاعتبار التحسينات في مجال السلامة منذ عام 1970.

## مرونة محطات الطاقة النووية
تستخدم المحطات النووية أساسا للحمل الأساسي بسبب الاعتبارات الاقتصادية. وتكلفة الوقود لعمليات محطة نووية أقل من تكلفة الوقود لتشغيل محطات الفحم أو الغاز. لا يوجد توفير في التكاليف إذا قمت بتشغيل محطة نووية بأقل من السعة الكاملة ومع ذلك، فإن المحطات النووية تستخدم بشكل روتيني في وضع الحمل التالي على نطاق واسع في فرنسا، على الرغم من «من المقبول عموما أن هذا ليس الوضع الاقتصادي المثالي للمحطات النووية».
عادة ما يكون لدى مفاعلات الماء المغلي قدرة على التحميل، ويتم تنفيذها بتغيير تدفق المياه المتكرر.

## محطات الطاقة المستقبلية
هناك جيل جديد من التصاميم لمحطات الطاقة النووية المعروفة باسم مفاعل الجيل الرابع، وهي موضوع بحث نشط.
الكثير من هذه التصاميم الجديدة تحاول على وجه التحديد جعل المفاعلات الانشطارية أكثر نظافة وأمانا وأقل خطرا على انتشار الأسلحة النووية. مثل الاقتصادية المبسطة لمفاعل الماء المغلي (إسبور) متاحة للبناء وغيرها من المفاعلات التي تم تصميمها لتكون شبه واقية ويجري متابعتها.
وبدأت عدة بلدان برامج الطاقة النووية القائمة على الثوريوم. والثوريوم أربع مرات أكثر وفرة في قشرة الأرض من اليورانيوم. حيث تم العثور على أكثر من 60٪ من خام الثوريوم المونازيت في خمسة بلدان: أستراليا والولايات المتحدة والهند والبرازيل والنرويج. هذه الموارد الثوريوم كافية لتلبية احتياجات الطاقة الحالية لآلاف السنين.

## انظر ايضاً
- وكالة الطاقة النووية
- مفاعل الماء المغلي
- مفاعل الماء المضغوط
- نظام سلامة المفاعلات النووية
- الأمن والسلامة النووي
- تقنية نووية
- مفاعل الماء الثقيل المضغوط
- قوى نووية
- قائمة بمحطات الطاقة النووية
- هيئة المحطات النووية لتوليد الكهرباء في مصر

## وصلات خارجية
- لعبة محطة الطاقة النووية - Web-based simple nuclear power plant game
- Uranium.Info موقع لبيع اليورانيوم.
- U.S. plants and operators - المحطات والمشغلين في الولايات المتحدة
- مركز البحوث النووية بلجيكا - SCK.CEN Belgian Nuclear Research Centre in Mol